# Matiloxis zoum
Matiloxis zoum är en fjärilsart som beskrevs av Dyar 1914. Matiloxis zoum ingår i släktet Matiloxis och familjen nattflyn. Inga underarter finns listade i Catalogue of Life.